# Søndre Land
Søndre Land er en kommune i Innlandet fylke i Norge. Den ligger placeret centralt i østlandsområdet med kort afstand til Mjøsbyene og Oslo.

## Historie
Kommunen fik sin nuværende udstrækning ved kommunesammenlægningen mellem de gamle Søndre Land og Fluberg kommuner 1. januar 1962. Den havde da 6.449 indbyggere.

## Geografi
Grenser i nord til Nordre Land, i øst til Gjøvik og Vestre Toten, i syd til Gran, og i vest til Ringerike og Sør-Aurdal. Kommunen har store skovsområder på øst og veståsen og landbrugsområder samt bebyggelse langs Randsfjorden. Højeste punkt er Vesle Skjellingshovde der er 861 moh.
Langs Fallselva er det mange industri- og kulturhistoriske minder. Det arbejdes med at lave en kultursti langs hele elven.
Kommunens højeste punkt er Skjelingshovde med sine 865 m.o.h.

## Befolkning
Kommunens befolkning er hovedsagelig bosat på østsiden af Randsfjorden. De mest centrale byer er Hov og Fall, andre er blandt andet Odnes, Fluberg, Landåsbygda og Enger. Folketallet er dalende, i 2019 var der 5.640 indbyggere i kommunen.

## Personer fra Søndre Land
- Knut Vollebæk (1946–), politiker, regeringsmedlem, voksede op i Søndre Land[3]